# De Cock en de zoete wraak
De Cock en de zoete wraak is het negenenzeventigste deel van de Nederlandse detectiveserie De Cock geschreven door Peter Römer.
Römer bewerkte voor dit maal geen televisiescript van Baantjer. Römer baseerde het boek op de langlopende verhaallijn rond receptioniste Hetty, in de serie gespeeld door Anniek Pheifer in het eerste seizoen van de televisieserie Grijpstra & De Gier uit 2004, waarvoor hij de scripts schreef. In het boek heeft Römer het verhaal echter ingekort, naar een afgerond verhaal met een duidelijk start- en eindpunt. Zo veranderde hij de rol van Hetty, die in de serie al langere tijd verbonden was aan het politiebureau en een geschiedenis kende met Grijpstra en De Gier, naar een nieuwe vlam van rechercheur Dick Vledder. Römer herschreef het verhaal verder in de stijl van Appie Baantjer en diens karakters.

## Plot
Op een novemberochtend wordt voor de deur van een bovenhuis aan de Albert Cuypstraat het lichaam van Dries Landman aangetroffen. De man is doodgeschoten. Een dag daarvoor had rechercheur De Cock van commissaris Buitendam vernomen dat hij na 9 jaar zou worden vrijgelaten uit de gevangenis. De Cock start een groot onderzoek en komt tot de conclusie dat een  vriendin van collega Dick Vledder betrokken is bij de moord. Ook haar zus komt in beeld en de broer van het slachtoffer van Dries Landman. Terwijl De Cock een stevige griep doormaakt probeert hij koste wat het kost Dick Vledder buiten beeld van de leidinggevenden te houden. Uiteindelijk geeft het beeld van vier kaartspelers bij Smalle Lowietje de grijze rechercheur de oplossing van de moord. Mevrouw De Cock krijgt in het slotgesprek als enige uitleg over de 4e verdachte, die de dader blijkt te zijn.